# جوزف دایو اوشادوگان
جوزف دایو اوشادوگان (انگلیسی: Joseph Dayo Oshadogan؛ زادهٔ ۲۷ ژوئن ۱۹۷۶) بازیکن فوتبال اهل ایتالیا است.
از باشگاه‌هایی که در آن بازی کرده‌است می‌توان به باشگاه فوتبال رجینا، باشگاه فوتبال ترنانا، باشگاه فوتبال کوزنتسا کالچو، باشگاه فوتبال فوجا، باشگاه فوتبال ویرتوس لانچانو، باشگاه فوتبال آ.اس. رم، باشگاه فوتبال پیزا، باشگاه فوتبال موناکو، و باشگاه فوتبال ویدزف ووچ اشاره کرد.
وی همچنین در تیم ملی فوتبال زیر ۲۱ سال ایتالیا بازی کرده‌است.